# Euvarroa
Euvarroa (лат.) — род паразитических клещей из семейства Varroidae, использующих в качестве хозяев медоносных пчёл. 

## Распространение
Южная и Юго-Восточная Азия. Встречаются от Ирана и Индии до Таиланда и Малайзии.

## Описание
Взрослые клещи паразитируют на личинках пчёл, питаясь их гемолимфой. Среди хозяев виды Apis mellifera, Apis cerana, Apis florea, Apis dorsata, Apis andreniformis. Представители рода Euvarroa отличаются наличием 13 или 14 мелких треугольных зубчиков в дейтостернальной бороздке (у Varroa она гладкая и без зубчиков) и отсутствием стернальных пор.

## Классификация
Род включает 2 вида в узком таксономическом объёме (их иногда включают в состав рода Varroa вместе с которым они образуют семейство Varroidae). 
- Euvarroa sinhai Delfinado et Baker, 1974typus[6]
  - = Varroa sinhai (Delfinado & Baker, 1974)[7]
- Euvarroa wongsirii Lekprayoon & Tangkanasing, 1991[8]
  - = Varroa wongsirii (Lekprayoon & Tangkanasing, 1991)[7]